# 魍魎游擊隊
《魍魎游擊隊》 (ジオブリーダーズ、GEOBREEDERS) 是在漫畫雜誌YOUNG KING OURs連載的漫畫。作者是伊藤明弘。由於作者在身體狀況不佳，自2009年9月號起暫停連載並長期療養至今。2010年時，單行本發行至第16卷。本作曾於1998年、2000年二度製作成OVA。

## 概要
伊藤擅長的槍戰場面隨處可見，號稱「日本彈匣用最兇的漫畫」（漫畫書腰文宣）。作品的特色是戰鬥場景的暢快節奏，和神樂成員赴湯蹈火，在令人難以置信的強運之下死裡逃生。不過敘述故事的手法也有很高的評價，是YOUNG KING OURs的看板作品之一。

## 故事
背景為昭和70年，地點是綾金市。田波洋一在機緣巧合之下重新至神樂綜合警備就職。本來以為是間美女社員圍繞、薪水也不錯的好公司，但實際上卻是一間專門打擊妖貓的公司。打擊妖貓的工作偶爾甚至會鬧出人命，而田波身邊的社員也每一位都是充滿特色的人物。雖然每次嘴裡總是抱怨「這公司我不幹了」，但田波仍然持續地完成手邊的工作。與此同時，妖貓們也以「黑貓」為中心，開始了組織性的活動。再加上事業對手「厚生省（衛生二課）獵犬部隊」的干預，波瀾萬丈的故事就此揭開序幕。

## 主要登場人物

### 神樂總合警備
田波洋一（聲優：三木眞一郎）
菊島雄佳（聲優：こおろぎさとみ）
梅崎真紀（聲優：久川綾）
櫻木高見（聲優：矢島晶子）
蘭東榮子（聲優：今井由香）
姬萩夕（聲優：日高奈留美）
真夜（聲優：飯塚雅弓）

### 妖貓
黑貓（聲優：堀勝之祐）

### 厚生省（衛生二課）
入江省三（聲優：山寺宏一）
箏井

#### 獵犬
厚生省內（衛生二課）設置的對妖貓特殊部隊。
矢島宏國（聲優：大塚明夫）
依田薫（聲優：大川透）
成澤（聲優：長澤美樹）

### 其他
ルガーの竜
柊巳晴
菊島梨佳
菊島雄麻
菊島千枝子
神樂廣行

## 主要用語
妖貓
本作的主要敵方。擁有利爪尖牙與靈巧身手的高接近戰格鬥能力，適應現代社會，並能夠使用將自己轉變成電子情報的能力。

## 動畫

### 小貓奪還
正式標題為（魍魎游擊隊 File-X 小貓奪還）。
1998年製作的OVA，全3話（DVD收錄編輯成1個長篇的版本）。

#### 工作人員
- 原作・構成・監修：伊藤明弘
- 總監督：森山雄治（もりやまゆうじ）
- 腳本：黑田洋介
- 人物設計・總作畫監督：大島康弘
- 美術監督：脇威志
- 色彩設計：平岡れい子、越川由望
- 撮影監督：安津畑隆
- 音樂：中川幸太郎
- 音響監督：若林和弘
- 効果：野口透（Anime Sound）
- 錄音調整：內田誠
- 錄音助手：大坪惠美
- 錄音スタジオ：OPレクイエムスタジオ
- 錄音制作担当：神田直美
- 錄音制作：Omnibus Production（オムニバスプロモーション）
- 制作：Chaos Project（カオスプロジェクト）

### 亂戰突破
正式標題為（魍魎游擊隊 File-XX 亂戰突破）。
2000年製作的OVA，全4話。

#### 工作人員
- 原作・構成・監修：伊藤明弘
- 總監督：三澤伸
- 腳本：黑田洋介
- 人物設計・總作畫監督：森山雄治
- 特殊機械設計：神宮司訓之
- 美術監督：脇威志
- 美術設定：南鄉洋一
- 色彩設計：平岡れい子、越川由望
- 撮影監督：安津畑隆
- 音樂：中川幸太郎
- 錄音演出：龜山俊樹
- 効果：野口透（Anime Sound）
- 錄音調整：內田誠
- 錄音助手：大坪惠美
- 錄音工作室：OPレクイエムスタジオ
- 錄音制作担当：神田直美
- 錄音制作：Omnibus Production
- 制作：Chaos Project

## 外部連結
- （日語） 公認・綾金観光協会 （页面存档备份，存于）
- （日語） 航天機構 -GEOBREEDERS趣味の部屋 （页面存档备份，存于）